# El món de Sofia (pel·lícula)
El món de Sofia ((títol original: Sofies verden) és una pel·lícula sueco-noruega dirigida per Erik Gustavson i estrenada a Noruega l'any 1999. És una adaptació cinematogràfica de la novel·la  del mateix nom de Jostein Gaarder i que explica el descobriment de la filosofia per una noia en una intriga policíaca més general. Ha estat doblada al català.

## Argument
La història comença a Noruega l'any 1990. Sophie Amundsen, una jove rep un dia a la seva bústia una carta amb només les paraules: « Qui ets ? » Una altra segueix, amb les paraules: « D'on ve el món ? », a continuació altres. Seguint el fil, Sophie es troba llegint els cursos de filosofia del misteriós Alberto Knox, que presenten sota una forma atractiva la història de la filosofia, els seus grans temes i les seves grans figures.

## Repartiment
- Silje Storstein: Sofie Amundsen / Hilde Møller Knag
- Tomas von Brömssen: Alberto Knox
- Andrine Sæther: la mare de Sofia
- Bjørn Floberg: Major Albert Knag
- Hans Alfredson: Sòcrates
- Nils Vogt: Lærer Jacobsen
- Minken Fosheim: la mare de Hilde
- Edda Trandum Grjotheim: Jorunn
- Arne Haakonaasen Dahl: Georg / Mischa / Giovanni
- Sullivan Lloyd Nordrum: Jørgen
- Kjersti Holmen: Fru Johnsen